# Печора (муниципальный район)
Печора — административно-территориальная единица (город республиканского значения с подчинённой ему территорией) и муниципальное образование (муниципальный район с официальным наименованием муниципальное образование муниципального района «Печора», коми «Печора» муниципальной районса муниципальной юнон) в составе Республики Коми Российской Федерации.
Административный центр — город Печора.

## География

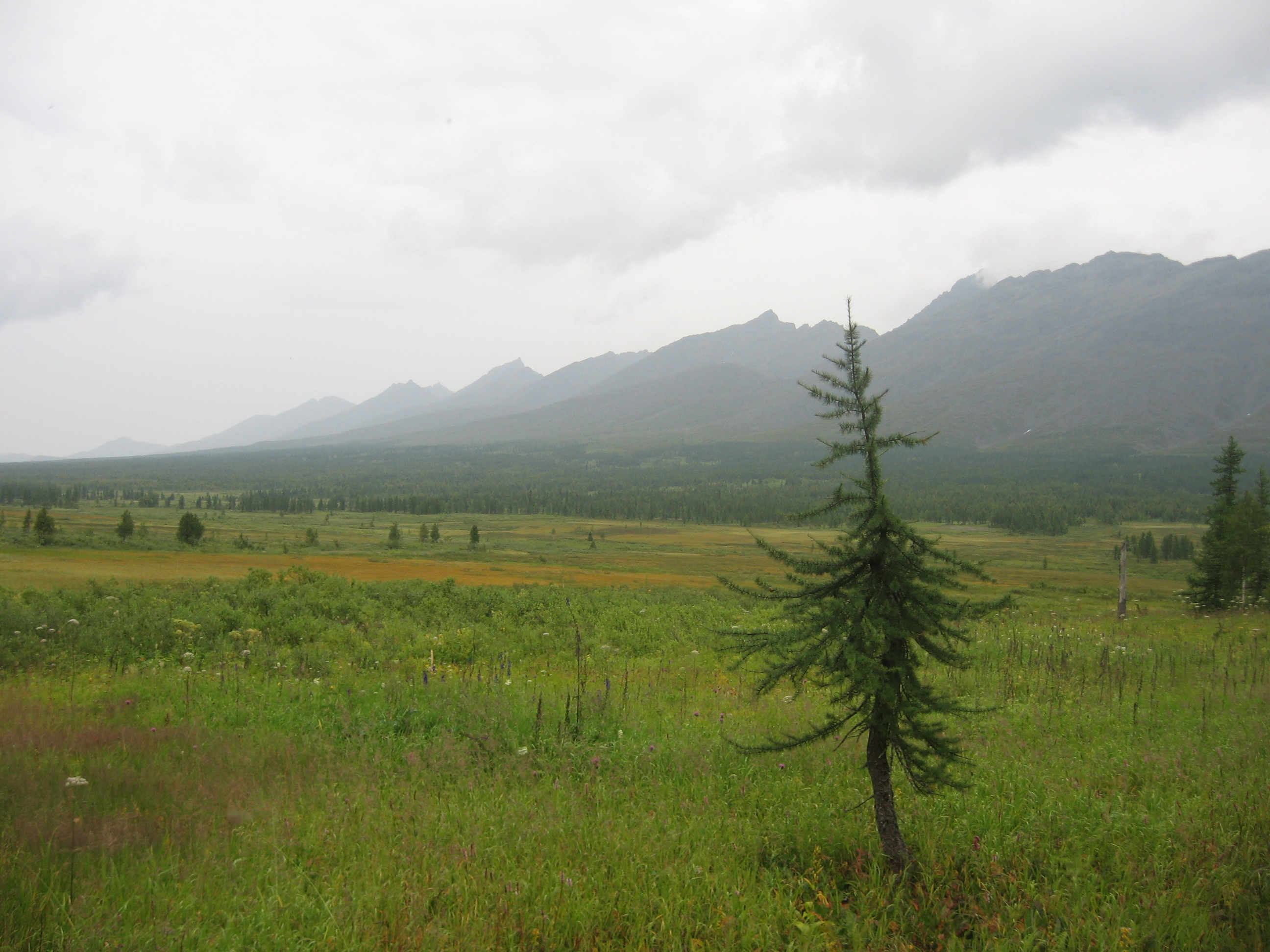
Вид на Аранецкое болото и Саблинский хребет

Район расположен в северо-восточной части Республики Коми. Климат — умеренно континентальный с длительной умеренно суровой зимой и коротким прохладным летом. Средняя месячная температура воздуха января −19,3 °C, июля +15,4 °C. Среднегодовая температура воздуха −2,5 °C. Среднегодовое количество осадков на равнине около 780 мм, в горах — свыше 1000.
Город Печора и подчинённые его администрации населённые пункты относится к районам Крайнего Севера.

## История
До 1780 года эта территория входила в состав Пустозерского уезда, затем — Мезенского уезда. С 1891 года в составе Архангельской губернии существовал Печорский уезд.
При образовании 22 августа 1921 года автономной области Коми (Зырян) большая часть Печорского уезда была включена в её состав.
27 мая 1922 года был образован Ижмо-Печорский уезд с административным центром в селе Ижма. 15 июля 1929 года Ижмо-Печорский район (в 1930 году он был переименован в Ижемский район).
25 февраля 1936 года постановлением ВЦИКа в северной части автономной области был образован Печорский округ с центром в селе Усть-Уса (в составе трёх районов — Ижемского, Усть-Усинского и Усть-Цилемского).
11 марта 1941 года Указом Президиума Верховного Совета РСФСР «Об образовании Кожвинского района в составе Печорского округа Коми АССР» в составе Печорского округа Коми АССР из состава Усть-Усинского района был образован Кожвинский район с административным центром в посёлке Кожва.
В 1937 году началась прокладка железной дороги Котлас — Воркута, при пересечении которой с рекой Печорой была в 1940-1941 годах построена железнодорожная станция Печора и летом 1940 года — посёлок Канин Нос у пристани на реке Печора (для строительства железнодорожного моста через реку Печору были демонтированы и переброшены в Коми АССР конструкции строившегося в то время в Москве Дворца Советов, а также один из мостов через канал Москва — Волга).
9 октября 1941 года был упразднён Печорский округ, его районы переданы в непосредственное республиканское подчинение Коми АССР.
18 января 1949 года Указом Президиума Верховного Совета РСФСР посёлок ж.-д.станции Печора Северо-Печорской железной дороги (историческое ядро железнодорожной части современного города Печоры) и посёлка речников Канин Нос (историческое ядро речной части современного города Печоры) были объединены в город, которому было присвоено название Печора (эта дата является днём основания города Печора и отмечается как День города), который стал административным центром Кожвинского района.
27 апреля 1959 года Указом Президиума Верховного Совета РСФСР «О переименовании Кожвинского района и упразднении Усть-Усинского района Коми АССР» Кожвинский район и территория упраздненного Усть-Усинского района были объединены в Печорский район с административным центром в г. Печора.
19 июня 1974 года Указом Президиума Верховного Совета Коми АССР «Об образовании Усинского района в Коми АССР» часть территории Печорского района была включена в состав новообразованного Усинского района (в настоящее время — городской округ «Усинск» Республики Коми).
1 февраля 1963 года город Печора отнесён к категории городов республиканского подчинения Коми АССР и исключён из состава Печорского района (оставаясь при этом его административным центром).
В январе 1965 года Печорский городской Совет депутатов трудящихся был объединён с Печорским районным Советом депутатов трудящихся в единый Печорский городской Совет депутатов трудящихся.
21 февраля 1975 года Указом Президиума Верховного Совета Коми АССР «Об образовании Вуктыльского и Усинского районов в Коми АССР» часть территории, подчинённой Печорскому городскому Совету депутатов трудящихся, была включена в состав Вуктыльского района (в настоящее время — муниципальный район «Вуктыл» Республики Коми).
22 сентября 1989 года Указом Президиума Верховного Совета РСФСР Печорский район был упразднён и включён в территорию, подчинённую Печорскому городскому Совету народных депутатов  (с 1993 года — администрации города Печора).
10 сентября 1998 года решением внеочередной XX сессии Совета города Печоры первого созыва в границах территории, подчинённой администрации города Печора, было образовано муниципальное образование «Город Печора и подчинённая ему территория».
21 февраля 2006 года решением Совета народных депутатов муниципального образования «Город Печора и подчинённая ему территория» был принят новый Устав, согласно которому муниципальное образование «Город Печора и подчинённая ему территория» было преобразовано в муниципальный район «Печора».

## Население
| 1959    | 1970    | 1979    | 2002    | 2009    | 2010    | 2011    | 2012    | 2013    |
| ------- | ------- | ------- | ------- | ------- | ------- | ------- | ------- | ------- |
| 34 393  | ↗40 826 | ↗56 409 | ↗66 291 | ↘61 975 | ↘57 364 | ↘57 118 | ↘56 139 | ↘55 187 |
| 2014    | 2015    | 2016    | 2017    | 2018    | 2019    | 2020    | 2021    | 2024    |
| ↘54 288 | ↘53 484 | ↘52 883 | ↘51 884 | ↘50 842 | ↘49 744 | ↘48 863 | ↘44 051 | ↘42 164 |

### Урбанизация
В городских условиях (город Печора, пгт Кожва и Путеец) проживают 86,42 % населения района.

### Национальный состав
По переписи 2010 года:
- Всего — 57364 чел.
- русские — 40439 чел. (74,7 %),
- коми — 7155 чел. (13,2 %),
- украинцы — 3080 чел. (5,7 %)
- татары — 485 чел. (0,9 %)
- указавшие национальность — 54171 чел. (100,0 %).

По итогам переписи населения 2020 года проживали следующие национальности (национальности менее 0,1 % и другое, см. в сноске к строке «Другие»):
| Национальность | Численность, чел. | Доля     |
| -------------- | ----------------- | -------- |
| Русские        | 24 569            | 55,77 %  |
| Коми           | 3394              | 7,70 %   |
| Украинцы       | 895               | 2,03 %   |
| Белорусы       | 242               | 0,55 %   |
| Татары         | 190               | 0,43 %   |
| Чуваши         | 165               | 0,37 %   |
| Немцы          | 94                | 0,21 %   |
| Лезгины        | 69                | 0,16 %   |
| Азербайджанцы  | 68                | 0,15 %   |
| Марийцы        | 50                | 0,11 %   |
| Башкиры        | 46                | 0,10 %   |
| Другие         | 14 269            | 32,42 %  |
| Итого          | 44 051            | 100,00 % |

## Административно-территориальное устройство
Административно-территориальное устройство, статус и границы города республиканского значения Печоры с подчиненной ему территорией установлены Законом Республики Коми от 6 марта 2006 года № 13-РЗ «Об административно-территориальном устройстве Республики Коми»
Административно-территориальное образование включает 7 административных территорий:
| № | Административная территория                                      | Административный центр | Населённые пункты                                                                                       | Количество населённых пунктов |
| - | ---------------------------------------------------------------- | ---------------------- | --- | ----------------------------- |
| 1 | город республиканского значения Печора с прилегающей территорией | город Печора           | город Печора                                                                                            | 1                             |
| 2 | посёлок городского типа Кожва с подчиненной ему территорией      | пгт Кожва              | пгт Кожва, пгт Изъяю, пст Набережный, д. Песчанка, д. Родионово, с. Соколово, д. Уляшево, д. Усть-Кожва | 8                             |
| 3 | посёлок городского типа Путеец с подчиненной ему территорией     | пгт Путеец             | пгт Путеец, пст Белый-Ю, пст Косью, пст Луговой, пст Миша-Яг, пст Сыня                                  | 6                             |
| 4 | посёлок сельского типа Каджером с подчиненной ему территорией    | пст Каджером           | пст Каджером, пст Зеленоборск, пст Причал, пст Рыбница, пст Талый, пст Трубоседъёль                     | 6                             |
| 5 | посёлок сельского типа Озёрный с подчиненной ему территорией     | пст Озёрный            | пст Озёрный, д. Бызовая, пст Кедровый Шор, д. Конецбор, пст Красный Яг, д. Медвежская                   | 6                             |
| 6 | посёлок сельского типа Чикшино с подчиненной ему территорией     | пст Чикшино            | пст Чикшино, пст Берёзовка                                                                              | 2                             |
| 7 | село Приуральское с подчиненной ему территорией                  | село Приуральское      | село Приуральское, д. Аранец, д. Даниловка                                                              | 3                             |

## Муниципально-территориальное устройство
В муниципальный район Печора входит 7 муниципальных образований, в том числе 3 городских поселения и 4 сельских поселения.
| №        | Муниципальное образование | Административный центр | Количество населённых пунктов | Население (чел.) | Площадь (км²) |
| -------- | ------------------------- | ---------------------- | ----------------------------- | ---------------- | ------------- |
| 1e-06    | Городское поселение       |                        |                               |                  |               |
| 1        | Кожва                     | пгт Кожва              | 8                             | ↘3201            | 1632,88       |
| 2        | Печора                    | город Печора           | 1                             | ↘34 001          | 4705,67       |
| 3        | Путеец                    | пгт Путеец             | 6                             | ↘1788            | 4384,20       |
| 3.000002 | Сельское поселение        |                        |                               |                  |               |
| 4        | Каджером                  | посёлок Каджером       | 6                             | ↘1836            | 6847,55       |
| 5        | Озёрный                   | посёлок Озёрный        | 6                             | ↘976             | 2102,12       |
| 6        | Приуральское              | село Приуральское      | 3                             | ↘389             | 3234,45       |
| 7        | Чикшино                   | посёлок Чикшино        | 2                             | ↘331             | 6015,95       |

В 2010 года сельское поселение «Берёзовка», состоявшее из одного посёлка Берёзовка, было присоединено к сельскому поселению Чикшино.
В 2011 году сельское поселение «Соколово» и городское поселение Изъяю были присоединены к городскому поселению «Кожва». Сельское поселение Зеленоборск было присоединено к сельскому поселению «Каджером». Сельские поселения Сыня и Косью были присоединены к городскому поселению «Путеец». Сельские поселения Красный Яг и Кедровый Шор были присоединены к сельскому поселению «Озёрный».

## Населённые пункты
| №  | Населённый пункт | Тип     | Население | Муниципальное образование |
| -- | ---------------- | ------- | --------- | ------------------------- |
| 1  | Аранец           | деревня | ↘49       | Приуральское              |
| 2  | Белый-Ю          | посёлок | ↘108      | Путеец                    |
| 3  | Берёзовка        | посёлок | ↘352      | Чикшино                   |
| 4  | Бызовая          | деревня | ↘122      | Озёрный                   |
| 5  | Даниловка        | деревня | 163       | Приуральское              |
| 6  | Зеленоборск      | посёлок | ↘433      | Каджером                  |
| 7  | Изъяю            | пгт     | ↘887      | Кожва                     |
| 8  | Каджером         | посёлок | ↘1245     | Каджером                  |
| 9  | Кедровый Шор     | посёлок | ↘223      | Озёрный                   |
| 10 | Кожва            | пгт     | ↘1703     | Кожва                     |
| 11 | Конецбор         | деревня | 191       | Озёрный                   |
| 12 | Косью            | посёлок | ↘153      | Путеец                    |
| 13 | Красный Яг       | посёлок | ↘313      | Озёрный                   |
| 14 | Луговой          | посёлок | 488       | Путеец                    |
| 15 | Медвежская       | деревня | 79        | Озёрный                   |
| 16 | Миша-Яг          | посёлок | 734       | Путеец                    |
| 17 | Набережный       | посёлок | 403       | Кожва                     |
| 18 | Озёрный          | посёлок | 682       | Озёрный                   |
| 19 | Песчанка         | деревня | 55        | Кожва                     |
| 20 | Печора           | город   | ↘34 001   | Печора                    |
| 21 | Приуральское     | село    | 318       | Приуральское              |
| 22 | Причал           | посёлок | 81        | Каджером                  |
| 23 | Путеец           | пгт     | ↘736      | Путеец                    |
| 24 | Родионово        | деревня | 1         | Кожва                     |
| 25 | Рыбница          | посёлок | 151       | Каджером                  |
| 26 | Соколово         | село    | 374       | Кожва                     |
| 27 | Сыня             | посёлок | ↘375      | Путеец                    |
| 28 | Талый            | посёлок | 340       | Каджером                  |
| 29 | Трубоседъёль     | посёлок | 80        | Каджером                  |
| 30 | Уляшево          | деревня | 17        | Кожва                     |
| 31 | Усть-Кожва       | деревня | 125       | Кожва                     |
| 32 | Чикшино          | посёлок | 532       | Чикшино                   |

Упразднённые населённые пункты:
- 2001 год — посёлок Янью[31].

## Официальные символы
Герб
Геральдическое описание герба района «Печора» гласит:

«В рассечённом серебряном и червленом поле — две соприкасающиеся зелёные пирамиды в столб, причем со всех сторон, кроме склонов первой пирамиды, они окаймлены фигурой переменных с полем цветов, справа имеющей вид громовой стрелы, поднимающейся вверх вдоль границ пирамид и указывающей наконечником вправо, а слева — серебряного обращенного влево воздетого крыла».

Герб может воспроизводиться со статусной короной установленного образца.
Герб района «Печора» создан по мотивам гербовой эмблемы утверждённой 15 сентября 1983 года.
Громовая стрела — символ энергетики. Зелёные треугольники (геральдические пирамиды) — аллегория ели, символ тайги, лесной и лесоперерабатывающей промышленности. Крыло — символ всех видов транспорта и работников транспортной индустрии. Цветовое деление герба на серебро и красное и перемена цвета фигур по отношению к цвету поля — символизирует резко континентальный климат района «Печора», находящегося в районе Крайнего севера. Серебро — символ чистоты, открытости, божественной мудрости, примирения. Червлень (красный цвет) — символ труда, мужества, жизнеутверждающей силы, красоты и праздника.
Зелёный цвет символизирует весну, здоровье, природу, молодость и надежду.
Идея герба — Виктор Худяев (г. Печора), геральдическая доработка — Константин Мочёнов (Химки), художник и компьютерный дизайн — Ирина Соколова (Москва), обоснование символики: Вячеслав Мишин (Москва)
Гимн МР «Печора»
Слова Александра Королева

Как символ Печоры годам вопреки
Русанов стоит у великой реки,
И смотрит на город, предсказанный им,
В котором сегодня живём и творим.
ПРИПЕВ:
Славься, красавица, наша Печора,
Жемчужина Севера, Коми земли,
Надежный оплот средь бескрайних просторов,
Тебе признаются печорцы в любви.
Сияет вершинами снежный Урал,
Зовёт смельчаков покорить перевал,
Богатые недра в Печорском краю
Открыли стране кладовую свою.
ПРИПЕВ:
Славься, красавица, наша Печора,
Жемчужина Севера, Коми земли,
Надежный оплот средь бескрайних просторов,
Тебе признаются печорцы в любви.
Ты словно маяк на сплетеньи дорог
К углю в Заполярье последний порог,
Энергией делится мощная ГРЭС,
С надеждой живём на дальнейший прогресс.

Гимн Гимн МО МР «Печора» был принят в октябре 2013 года.

## Органы местного самоуправления

### Структура органов до 2018 года
Структуру органов местного самоуправления муниципального района образуют:
- совет муниципального района «Печора»;
- глава муниципального района «Печора» — председатель Совета муниципального района «Печора»;
- глава администрации муниципального района «Печора»;
- администрация муниципального района «Печора».

До 2018 года глава муниципального района являлся высшим должностным лицом муниципального района, избирался на муниципальных выборах на срок полномочий четыре года и также являлся руководителем администрации района.

### Структура органов после 2018 года
Структуру образуют:
- глава муниципального района «Печора» — руководитель муниципального района «Печора»;
- администрация муниципального района «Печора»;
- совет муниципального района «Печора»;
- председатель Совета муниципального района «Печора»;

После реформы 2018 года муниципальный район и администрацию возглавляет глава МР «Печора» — руководитель администрации МР «Печора», избираемый советом района на срок 5 лет.

### Список руководителей

#### Главы администрации МР «Печора»
| № | Главы администрации МР «Печора» | Вступил в должность | Покинул должность | Партийность | Партийность   | Примечание                                                                                                 |
| --- | ------------------------------- | ------------------- | ----------------- | ----------- | ------------- | --- |
| | Кулаков Иван Егорович           | 1988                | 1992              |             | КПСС          | Председатель исполкома Печорского городского Совета народных депутатов, глава администрации города Печоры. |
| н/д | н/д                             | 1992                | 1999              | н/д         | н/д           | н/д |
| | Лобастов Анатолий Иванович      | 23 марта 1999       | март 2007         |             |               | |
| | Торлопов Василий Александрович  | март 2007           | 29 сентября 2011  |             | Единая Россия | |
| и. о. | Бобков Игорь Янович             | 29 сентября 2011    | май 2012          |             |               | Исполняющий обязанности.                                                                                   |
| и. о. | Счастнев Александр Евгеньевич   | май 2012            | 12 сентября 2012  |             |               | Исполняющий обязанности.                                                                                   |
| и. о. | Менников Владимир Евгеньевич    | 12 сентября 2012    | 28 декабря 2012   |             | Единая Россия | Временно исполняющий обязанности.                                                                          |
| и. о. | Николаев Виктор Александрович   | 29 декабря 2012     | 3 марта 2015      |             | Единая Россия | |
| и. о. | Ткаченко Антон Владимирович     | 4 марта 2015 года   | 25 ноября 2015    |             |               | Исполняющий обязанности.                                                                                   |
| врио | Шахова Ирина Анатольевна        | 26 ноября 2015      | 31 ноября 2015    |             |               | Временно исполняющая обязанности                                                                           |
| | Соснора Андрей Михайлович       | 1 декабря 2015      | 29 декабря 2017   |             |               | [ 39 ] |
| и. о. | Паншина Наталья Николаевна      | 30 декабря 2017     | 20 февраля 2018   |             | Единая Россия | Исполняющая обязанности.                                                                                   |
| Должность упразднена. Далее полномочия переданы главе МР «Печора» — руководителю администрации МР «Печора» (мэру). |                                 |                     |                   |             |               | |

#### Главы МР «Печора»
| № | Глава МР «Печора»               | Вступил в должность | Покинул должность | Партийность | Партийность         | Примечание                                                         |
| --- | ------------------------------- | ------------------- | ----------------- | ----------- | ------------------- | ------------------------------------------------------------------ |
| | Гаркайс Константин Валерьянович | 22 марта 2011       | 30 сентября 2013  |             | Единая Россия       | С 22 марта 2011 по 18 октября 2012 года — исполняющий обязанности. |
| | Кислицин Сергей Николаевич      | 30 сентября 2013    | 28 сентября 2015  |             | Единая Россия       |                                                                    |
| | Анищик Владимир Анатольевич     | 29 сентября 2015    | 29 марта 2017     |             | Единая Россия       |                                                                    |
| врио | Коньков Геннадий Константинович | 29 марта 2017       | 20 февраля 2018   |             | Справедливая Россия | Временно исполняющий обязанности.                                  |
| Должность упразднена. Далее полномочия переданы главе МР «Печора» — руководителю администрации МР «Печора» (мэру). |                                 |                     |                   |             |                     |                                                                    |

#### Главы МР «Печора» — руководители администрации МР «Печора» (мэры)
| №     | Мэр                          | Вступил в должность | Покинул должность | Партийность | Партийность   | Примечание |
| ----- | ---------------------------- | ------------------- | ----------------- | ----------- | ------------- | --- |
| 1     | Паншина Наталья Николаевна   | 21 февраля 2018     | 19 мая 2020       |             |               | [ 41 ] |
| и. о. | Грибанов Роман Игоревич      | 19 мая 2020         | 1 сентября 2020   |             |               | Исполняющий обязанности. |
| 3     | Серов Валерий Анатольевич    | 1 сентября 2020     | в должности       |             | Единая Россия | С 1 сентября по 29 декабря 2020 года — исполняющий обязанности. 19 сентября 2023 года взял неоплачиваемый отпуск для участия в СВО, однако не успел покинуть город и 30 сентября был задержан по подозрению во взяточничестве. Несмотря на то, что содержится в СИЗО, с должности снят не был. |
| и. о. | Менников Владимир Евгеньевич | 19 сентября 2023    | 9 января 2024     |             | Единая Россия | Исполняющий обязанности. |
| и. о. | Яковина Галина Сергеевна     | 9 января 2024       | в должности       |             |               | Исполняющая обязанности. |

## Экономика
Экономика муниципального района представлена следующими отраслями и сферами: транспорт, промышленность, сельское хозяйство, жилищно-коммунальное хозяйство и строительство, малое предпринимательство, образование, здравоохранение и культура.
Важное место занимает нефтедобывающая промышленность, электроэнергетика. Город Печора расположен на пересечении железнодорожного и водного путей, здесь находятся предприятия железнодорожного, автомобильного и авиационного транспорта.

## Промышленность
Промышленность муниципального района составляет основу экономического потенциала.

### Нефтегазодобывающая промышленность
Муниципальный район «Печора» входит в тройку территорий центров нефтедобычи Республики Коми, где расположены главные территориально-производственные силы нефтегазового комплекса. Основной объём добываемой нефти на территории муниципального района приходится на долю ООО «ЛУКОЙЛ-Коми».
На начало 2013 года объём добычи полезных ископаемых на территории муниципального района «Печора», составлял 28 994,6 млн руб. или 15 % от всей добычи в Республике Коми.
Среднегодовой объём добычи нефти в 2008—2012 годах составил около 2,2 млн тонн, газа природного и попутного — 613 млн м ³.
Темпы развития топливно-энергетического комплекса муниципального района оказывают основное влияние на общую динамику промышленного производства.
В 2012 году нефтегазодобывающий комплекс в структуре отгруженных товаров, выполненных работ и услуг муниципального района составил 81,1 %, производство, передача и распределение электроэнергии, газа и воды −18,1 %, обрабатывающее производство (производство пищевых продуктов, швейных товаров, пиломатериалов, сборных железобетонных изделий и конструкций) — 0,8 %.

## Энергетика
На территории муниципального района располагается Печорская ГРЭС (филиал ОАО «ИНТЕР РАО — Электрогенерация» "Печорская ГРЭС), входящая в энергетическую систему Республики Коми. Энергоузел избыточен по электрической мощности: его резерв составляет около 40 %.
Установленная мощность электростанции 1 060 МВт.
Печорская ГРЭС является основным производителем электроэнергии для Коми Республики: около 60 % вырабатываемой электроэнергии приходится на долю Печорской ГРЭС. Станция загружена на 44 % в осенне-зимний период, ежегодная выработка составляет более 3 млрд кВтч. Низкая загрузка станции обусловлена системными ограничениями — изолированностью электросетей, их недостаточной пропускной способностью и, возможно, неполным освоением близлежащих полей месторождений нефти (см. нефтяной газ).
Установленная тепловая мощность станции составляет 387 ГКал. Также каждый энергоблок имеет в своём составе блочные бойлерные установки номинальной мощностью 37,4 ГКал/ч. Общая номинальная мощность этих установок составляет 187 ГКал/ч. В дополнение к этому в зимний период имеется дополнительный резерв от пусковой котельной мощностью 24 ГКал/ч.
Магистральная теплосеть протяженностью 13 км обеспечивает теплоносителем весь комплекс жилых и промышленных зданий железнодорожной части города и частично речной части города.
Среднегодовой объём производства электроэнергии в 2010—2012 годах составил 3,6 млрд кВт.ч.

## Сельское хозяйство
Отрасль «Сельское хозяйство» представлена 12 крестьянско-фермерскими хозяйствами, более 1380 личными подсобными хозяйствами, сельскохозяйственным предприятием.
Объём реализации сельскохозяйственной продукции в 2012 году составил 126,8 млн рублей или 0,4 % в общем объёме производства продукции муниципального района.
Несмотря на небольшие объёмы производства, субъекты отрасли играют определенную роль в обеспечении населения муниципального района продуктами питания. В сельских населённых пунктах, в которых сельское хозяйство остаётся традиционным, является важнейшей сферой в обеспечении занятости населения и основой развития данных территорий.
Отрасль животноводства представлена молочным скотоводством, в незначительном объёме присутствует свиноводство. В растениеводстве возделывается картофель (2,2 тыс. тонн), производится заготовка кормов, в незначительном объёме выращиваются капуста, морковь, зелень (110 тонн). В 2012 году рост объёмов производства молока составил 116 % за счёт повышения продуктивности коров, в муниципальном районе хозяйствами всех категорий произведено 2079 т. молока, в расчёте на душу населения — 37,3 кг.

## Транспорт

### Железнодорожный транспорт
Железнодорожная транспортная сеть в муниципальном районе составляет 340 км железнодорожных путей. На территории района осуществляет свою деятельность Северная железная дорога — филиал ОАО «Российские железные дороги» со своими структурными подразделениями. От выходных светофоров станции Ираель на юге и до входных светофоров станции Косью на севере (234 км), и от станции Сыня и до станции Усинск (106 км). На железнодорожной магистрали в пределах района расположены железнодорожные станции — Печора, Кожва, Зеленоборск, Каджером, Косью, Сыня и Чикшино. Расстояние центров поселений до ближайшей железнодорожной станции изменяется в пределах от 4 до 81 км. Общая плотность наземных путей составляет 20 км на 1000 км² территории.

### Водный транспорт
Печора — самая большая и мощная река Северного края. Протяженность Печоры — 1809 км, а самой большой реки её бассейна — Усы — более 500 км. В настоящее время ФБУ «Администрация Печорского бассейна внутренних водных путей» обслуживает свыше 2500 километров водных путей, из них с гарантированными габаритами судового хода — 1200 км, что позволяет обеспечивать доставку разных грузов в районы Республики Коми. Основная деятельность предприятия — содержание внутренних водных путей; обеспечение судов путевой и гидрометеорологической информацией; организация технологической связи в бассейне.
Речные пассажирские перевозки в межмуниципальном сообщении осуществляются ООО «Региональная транспортная компания» на катере КС-110-32А.
Новые речные суда закуплены в рамках реализации приоритетного проекта Министерством развития промышленности и транспорта Республики Коми «Организация межмуниципальных и внутримуниципальных пассажирских речных перевозок в пяти муниципальных образованиях: Вуктыльском, Усть-Цилемском, Ижемском, Печорском, Усинском районах».

### Авиационный транспорт
На территории муниципального района находится аэропорт «Печора» класса «Г», связывающий город со столицей республики, и осуществляющий рейсы вертолётами с удаленными населёнными пунктами Приуральское, МР «Ижемский» и «Усть — Цилемский» (Усть — Цильма, Кипиево, Брыкаланск, Няшабож).
Парк авиационной техники компании состоит из тридцати двух вертолётов Ми-8 различных модификаций (Ми-8МТВ, Ми-8АМТ, Ми-8Т), тридцати трех вертолётов Ми-2.
Выполняются регулярные рейсы по маршруту Сыктывкар — Печора и обратно самолётами Л-410, принадлежащих Сыктывкарскому филиалу ОАО « Комиавиатранс».

### Автомобильный транспорт
На конец 2012 года протяженность автомобильных дорог общего пользования местного значения с твердым покрытием на конец года составила 90,7 км.
Перевезено грузов автомобильным транспортом за I полугодие 2013 года в объёме 234,5 тыс.т., рост по сравнению с аналогичным периодом прошлого года (далее — АППГ) составил 171 %. Грузооборот составил 45623,7 тыс. т.км (221 % к АППГ).

### Магистральный транспорт
В системе магистрального транспорта углеводородов на территории муниципального района осуществляют деятельность предприятия "Печорское ЛПУ МГ ООО «Газпром трансгаз Ухта», "Северное ЛПУ МГ филиал ООО «Газпром Переработка» и дочерние предприятия ООО «ЛУКОЙЛ-Коми». "Печорское ЛПУ МГ ООО «Газпром трансгаз Ухта» обслуживает газопровод «Вуктыл — Печорская ГРЭС» протяженностью 100 км, газораспределительные станции, несколько местных газопроводов, газопровод с местного месторождения («Печоро-Кожвинское ГКМ — ГРС-1 — г. Печора» — около 10 км), а также газопровод — отвод от магистрального газопровода Вуктыл — Печорская ГРЭС протяженностью 17 км и пять ГРС (две в Печоре и по одной в посёлках Луговой, Кожва, Озёрный). Предприятие является сложнейшей высокотехнологичной системой по транспортировке газа, обслуживающей более 460 км газопровода «Бованенково — Ухта», включающей четыре двухцеховые компрессорные станции: «Чикшинская», «Сынинская», «Усинская» и «Интинская».
"Северное ЛПУ МГ филиал ООО «Газпром Переработка» занимается транспортировкой углеводородного сырья по межпромысловым и магистральным продуктопроводам на Сосногорский ГПЗ для дальнейшей переработки добываемого Вуктыльским ГПУ природного газа и конденсата. Общая протяженность трубопроводов, проходящих по трём районам Республики Коми (Печорскому, Вуктыльскому и Сосногорскому), в однониточном исполнении составляет 1000 км. По территории Печорского района проходит магистральный нефтепровод «Уса — Ухта», по которому транспортируется нефть с давлением до 64 кгс/см² ООО «ЛУКОЙЛ-Коми».

## Достопримечательности
- Бызовая — палеолитическая стоянка